# سنت ارم
سنت ارم (به انگلیسی: St Erme) یک روستا و محله مدنی در بریتانیا است که در کورنوال واقع شده‌است. سنت ارم ۱٬۳۶۳ نفر جمعیت دارد.